# Ondřej Němec
Ondřej Němec (ook onder zijn in het Duitse vertaalde naam Andreas Nemetz bekend) (Chvalkovice na Hané, deelgemeente van Ivanovice na Hané, 14 november 1799 – Wenen, 21 augustus 1846) was een Moravisch componist, muziekpedagoog, militaire kapelmeester en trombonist.

## Levensloop
Němec kreeg muzieklessen bij Moritz Kunerth in Kroměříž, toen nog Kremsier geheten. Omdat hij toen niet naar het militair wilde, vluchtte hij naar Sopron, toen Ödenburg. In 1823 werd hij als trombonist lid van het orkest van de Weense hofopera. In 1828 ging hij dan toch naar het militair en werd kapelmeester van onder andere het Militair muziekkorps van het Infanterie-Regiment "Prinz von Hessen-Homburg" nr. 19. Samen met de militaire muziekkapellen van de dirigent Joseph Lanner en Philipp Fahrbach sr. verzorgde hij met zijn orkest en groot concert op 25 september 1842 in de buurt van Schloss Schönbrunn.
Aan de door Anton Diabelli opgerichte muziekschool was hij docent voor hoorn, trompet en trombone.
Als componist schreef hij vooral marsen voor harmonieorkest en een zeer bekende methode "Allgemeine Musikschule für Militärmusik" (1836).

## Composities

### Werken voor harmonieorkest
- 1830 Alpensänger-Marsch, AM II, 82 over Zwitserse Nationaal-melodieën
- 1830 Pasta-Marsch, AM II, 83 uit opera's en aria's die van de toen beroemde zangeres Giuditta Pasta zijn gezongen[2]
- 1830 Krönungsmarsch
- 1836 Manövrier-Marsch
- 1836 Marsch zur Krönung von Kaiser Ferdinand I van Oostenrijk zum König von Böhmen
- 1838 Marsch zur Krönung von Kaiser Ferdinand I van Oostenrijk zum König der Lombardei
- 1841 Potpourri-Marsch
- Drei Märsche für das k. u. k. ungarische Infanterie-Regiement Nr. 19
- Einzugsmarsch
- Favorit-Marsch
- Frühjahrsmanöver, mars
- Fünf Neapolitaner Märsche
- Gyulai's Abschied
- Huldigungsmarsch
- Jägermarsch
- Marsch nach Motiven aus der Oper "La Muette de Portici (Die Stumme von Portici)" van Daniel François Esprit Auber
- Marsch nach Motiven aus der Oper "Der Graf von d'Ory" van Gioacchino Rossini
- Marsch nach Motiven aus der Oper "Linda von Chamonix" van Gaetano Donizetti
- Marsch nach Motiven aus der Oper "Guglielmo Tell (Wilhelm Tell)" van Gioacchino Rossini
- Marsch nach Motiven aus der Oper "La siège de Corinthe (Die Belagerung von Korinth)" van Gioacchino Rossini
- Parade-Marsch - über Bellini's letzten musikalischen Gedanken
- Theresien-Marsch
- Vermählungs-Marsch
- Wiener Tivoli Märsche - Vier Märsche nach Motiven der Oper "Das Castell von Ursino" van Beatrice di Tenda
- Zwey Märsche mit Trio

### Werken voor piano
- 1838 Marsch nach dem beliebten Liede "Das Herzenleid" von Carl Maria von Weber, voor piano vierhandig

## Publicaties
- Allgemeine Musikschule für MilitärMusik. Wien [1844], hrsg. und kommentiert von Friedrich Anzenberger (IGEB Reprints und Manuskripte, Materialien zur Blasmusikforschung, hrsg. von Bernhard Habla, Bd. 2), J. Kliment, Wien 2004.
- Allgemeine Trompeten-Schule, Wien: Diabelli, 1828.
- Hornschule für das einfache, das Maschinen- und das Signalhorn, Wien: Diabelli, 1829.
- Neueste Posaun-Schule (Nieuwste trombone methode), Wien: 1827. - 2e uitgave na 1830

## Media
1. ↑  In 2004 door Friedrich Anzenberger heruitgegeven werd, ISBN 3-85139-017-2
2. ↑  Pasta-Marsch

- Gemeinsame Normdatei: 103928561
- International Standard Name Identifier: 0000 0001 2028 0060
- Library of Congress Control Number: n2013036950
- Nationale Bibliotheek van Tsjechië: ola200204592
- Virtual International Authority File: 69357641
- WorldCat: E39PBJxhtJK8TjtGjcPkhBrcyd